# کالجویل (مینه‌سوتا)
کالجویل (به انگلیسی: Collegeville) یک منطقهٔ مسکونی در ایالات متحده آمریکا است که در St. Wendel Township واقع شده‌است. کالجویل ۳۳۴٫۰۶ متر بالاتر از سطح دریا واقع شده‌است.